# Danny Gatton
Danny Gatton (4 september 1945 – 4 oktober 1994) var en amerikansk gitarrist som blandade rockabilly, jazz och country när han utvecklade sin egen distinkta spelstil.

## Fotnoter
1. 1 2  Find a Grave, Find A Grave-ID: 8834, läs online, läst: 9 oktober 2017.[källa från Wikidata]